# Унеча
Уне́ча — город в России, административный центр Унечского района Брянской области. Население — 24 274 чел. (2021) (пятый по величине город области). Крупный железнодорожный узел.

## География
Город расположен в верховьях реки Унечи (приток реки Ипути, бассейн Днепра), в 140 км к юго-западу от Брянска.

### Климат
Преобладает умеренно континентальный климат. Среднегодовое количество осадков — 535 мм.

## История

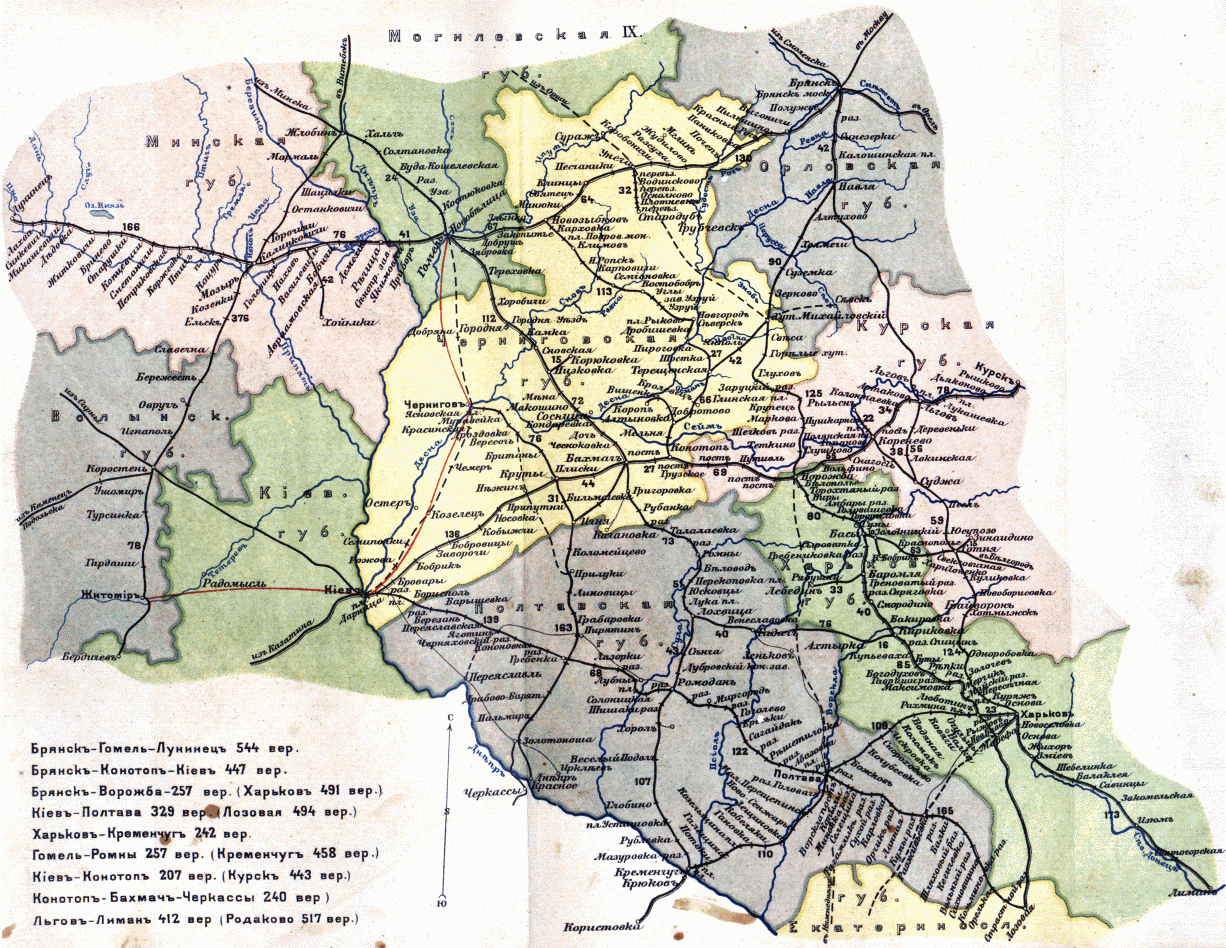
Полесская железная дорога, 1918 год

Поселение образовалось в 1887 году после строительства в Мглинском уезде Черниговской губернии железнодорожной станции Унеча на линии Брянск — Гомель.
В январе 1883 года военный министр Пётр Ванновский заявил о необходимости строительства стратегических железных дорог через Полесье. Члены Особого совещания приказали министру путей сообщения К. Н. Посьету принять все меры к своевременному, не позднее чем в трехлетний срок, окончанию сооружения Полесских железных дорог. Участки вводились в эксплуатацию по мере готовности. В 1885 году было начато строительство шестого участка Полесской железной дороги от Гомеля до Брянска. 8 августа 1887 года участок, соединивший Брянск и Гомель и имевший промежуточную станцию третьего класса «Унеча», был открыт.
В июне 1899 по указу императора Николая II для развития путей и строительства складов на станции «Унеча» были отчуждены прилегающие земли.
С 10 мая 1903 года Унеча по закону вошла в черту оседлости для еврейской народности.
В 1914 году в посёлке городского типа насчитывалось 197 домовладений и 2200 жителей.
После Октябрьской революции установлением советской власти на значительной территории Полесья и Черниговщины занимался Полесский комитет РСДРП(б), располагавшийся в Гомеле. В январе 1919 года был поставлен вопрос о переносе губернского центра из Чернигова в Гомель. В апреле 1919 года четыре северных уезда (за исключением нескольких южных волостей), среди которых был и Мглинский уезд, были переданы в состав созданной Гомельской губернии РСФСР.
В декабре 1926 года Гомельская губерния была расформирована, Унеча в составе Клинцовского уезда была включена в состав Брянской губернии РСФСР.
После проведения в 1929 году линии Харьков — Орша Унеча становится крупным железнодорожным узлом и начинает интенсивно развиваться. В 1940 году Унеча получила статус города районного подчинения.
С 1936 по 1951 год станция Унеча находилась в подчинении Белорусской железной дороги, здесь размещалось Управление унечского отделения движения Белорусской железной дороги. С сентября 1943 до марта 1944 в городе находилось Управление Белорусской железной дороги.
В период Великой Отечественной войны город был оккупирован немецкими войсками[когда?]

. Освобождён в ходе Брянской операции 23 сентября 1943 года силами Брянского фронта.

### XXI век
В городе расположены локомотивное депо Унеча, вагонное депо, завод «Тембр», ресторан «Унеча», спорткомплекс «Электрон», клуб имени 1-го Мая, Центр дополнительного образования, Центр технического образования, ОАО «Тонус», АО «Компания „Вольфрам“», ОАО «Резистор», Унечский механический завод, центральная районная больница. В городе пять школ. Имеется внутригородское автобусное сообщение. Унечская ретрансляционная станция обеспечивает теле- и радиовещанием всю западную часть Брянской области.

## Население
| 1920    | 1926    | 1931    | 1939    | 1950    | 1959    | 1960    | 1967    | 1970    |
| ------- | ------- | ------- | ------- | ------- | ------- | ------- | ------- | ------- |
| 2900    | ↗4600   | ↘4100   | ↗13 955 | ↗14 000 | ↗16 485 | ↗16 600 | ↗20 000 | ↗21 749 |
| 1979    | 1989    | 1992    | 1996    | 1998    | 1999    | 2002    | 2003    | 2005    |
| ↗26 444 | ↗28 583 | ↗29 600 | ↗31 000 | →31 000 | ↘30 900 | ↘29 039 | ↘29 000 | ↘28 300 |
| 2006    | 2007    | 2009    | 2010    | 2011    | 2012    | 2013    | 2014    | 2015    |
| ↘28 000 | ↘27 600 | ↘26 528 | ↘26 197 | ↗26 200 | ↘25 745 | ↘25 412 | ↘24 946 | ↘24 639 |
| 2016    | 2017    | 2018    | 2019    | 2020    | 2021    |         |         |         |
| ↘24 230 | ↘23 971 | ↘23 550 | ↘23 097 | ↘22 820 | ↗24 274 |         |         |         |

На 1 января 2025 года по численности населения город находился на 589-м месте из 1124 городов Российской Федерации.
Национальный состав
По итогам переписи населения 2020 года проживали следующие национальности (национальности менее 0,1 % и другое, см. в сноске к строке «Другие»):
| Национальность | Численность, чел. | Доля     |
| -------------- | ----------------- | -------- |
| Русские        | 18 830            | 77,56 %  |
| Белорусы       | 96                | 0,40 %   |
| Украинцы       | 77                | 0,32 %   |
| Таджики        | 38                | 0,16 %   |
| Цыгане         | 37                | 0,15 %   |
| Армяне         | 34                | 0,14 %   |
| Евреи          | 26                | 0,11 %   |
| Другие         | 5136              | 21,16 %  |
| Итого          | 24 274            | 100,00 % |

## Достопримечательности
- Памятник землякам, павшим в войнах XX века;
- Свято-Благовещенская церковь;
- Успенская церковь.
- Парк им. Уральских добровольцев
- Парк им. 1 Мая
- Унечский краеведческий музей[28]
- Картинная галерея
- Памятник к 100-летию со дня образования ж/д станции Унеча
- Мемориальный комплекс Скорбящая Мать

## Транспорт
Железнодорожная станция соединяет город с Клинцами, Суражом, Новозыбковом, Стародубом.
С автовокзала автобусы отправляются в Москву, Брянск, Сураж, Стародуб, Почеп, Новозыбков.

## Радиостанции
- 90,9 Радио Дача
- 100,7 Дорожное радио
- 105,7 Авторадио
- 106,6 Радио России / ГТРК Брянск